# Partido Social-Democrata (Nigéria)
O Partido Social-Democrata (em inglês: Social Democratic Party) é um partido político social-democrata da Nigéria fundado em dezembro de 1989 e oficialmente refundado em 14 de janeiro de 2015. Ao lado da Convenção Nacional Republicana (NRC), foi um dos dois partidos majoritários do período denominado Terceira República, sendo a criação de ambos parte de uma estratégia de abertura política ensaiada pelo governo militar de Ibrahim Babangida, que desejava consolidar um sistema partidário menos tribal e mais capilarizado por todo o país.
Durante este período, o SDP foi visto como um partido moderado com maior apelo eleitoral entre as camadas mais jovens da população, bem como a intelectuais de esquerda. Em seu manifesto eleitoral original, o partido defende cooperação conjunta entre Estado e sociedade para lutar por justiça e bem-estar social.

## Histórico
Depois que 13 partidos políticos foram banidos durante o governo ditatorial de Ibrahim Babangida em 1989, algumas legendas decidiram realinhar-se. A Frente Popular da Nigéria, o Partido da Solidariedade Popular e o Partido Trabalhista da Nigéria fundiram-se para fundar o SDP. Babagana Kingibe foi eleito o primeiro presidente do partido em 1990 após superar Mohammed Arzika em eleições internas. 
Apesar da cúpula partidária ter sido inicialmente fortemente dominada pelos nigerianos do norte do país, a base eleitoral do partido era o povo ibo dos estados de Imo e Anambra. Nas eleições legislativas de 1992, o SDP obteve 52 dos 91 dos assentos do Senado da Nigéria e 314 dos 593 assentos na Câmara dos Representantes, convertendo-se na primeira força política do país até então. 

### SDP vs. Babangida
Em seus primórdios, o partido foi financiado mediante subsídios do governo central e por grandes doadores como o ex-vice-presidente da Nigéria Shehu Musa Yar'Adua, Francis Nzeribe e Moshood Abiola. Em suas primeiras primárias internas para a escolha do candidato do partido à eleição presidencial de 1993, Yar'Adua conquistou cerca de 480.000 votos dos filiados, vencendo o oponente Olu Falae logo no primeiro turno de votação. Entretanto, o escrutínio interno foi anulado de maneira controversa por Babangida. 
Na segunda eleição primária, outro grande doador do partido, Moshood Abiola, um ex-membro do NCNC e ex-presidente do NPN, partidos dominantes na Primeira e Segunda Repúblicas, respectivamente, venceu as primárias internas em março de 1993. 
Abiola lançou-se candidato à presidência da Nigéria e foi eleito após obter 58,36% dos votos válidos. Entretanto, mais uma vez, o governo de Babangida não reconheceu o resultado eleitoral e anulou o pleito, alegando uma série de irregularidades no processo eleitoral que teriam beneficiado o candidato do SDP em detrimento de Bashir Tofa, candidato do NRC apoiado pelos militares. 

### Figuras políticas históricas
Entre seus ex-filiados mais famosos encontram-se nomes como o de Atiku Abubakar, Jerry Gana, Abubakar Rimi, Rabiu Musa Kwankwaso, Umaru Yar'Adua, Abdullahi Aliyu Sumaila, Dapo Sarumi, Sule Lamido, Magaji Abdullahi, Tony Anenih, Lamidi Adedibu, Albert Legogie, Iyorchia Ayu, Fidelis Tapgun, Boss Mustapha, Bola Tinubu e Mohammed Arzika. Mais tarde, alguns de seus membros tornaram-se figuras importantes do Partido Democrático do Povo (PDP), um dos dois partidos majoritários do período atual da Quarta República. 

### Nos dias atuais
Um novo partido homônimo foi fundado após a fusão de um conjunto de 13 partidos minoritários regionais. O novo SDP participou das eleições legislativas de 2015 e para a eleição presidencial apoiou Goodluck Jonathan, candidato à reeleição derrotado por Muhammadu Buhari, candidato do Congresso de Todos os Progressistas (APC), neste referido pleito.
De acordo com seu atual líder, Olu Falae, o SDP foi refundado para combater o bipartidarismo praticado por APC e PDP e fornecer uma alternativa política viável aos nigerianos com base em seu histórico passado de triunfos eleitorais nas eleições que disputou durante o início da década de 1990.

## Resultados eleitorais

### Eleições presidenciais
| Eleição | Candidato      | Votos válidos | %      | Posição | Situação   |
| ------- | -------------- | ------------- | ------ | ------- | ---------- |
| 1993    | Moshood Abiola | 18 341 309    | 58.36% | 1.º     | Eleito     |
| 2019    | Donald Duke    | 34 746        | 0.13%  | 9.º     | Não eleito |

### Eleições legislativas
| Eleição | Senado da Nigéria     | Senado da Nigéria     | Senado da Nigéria | Senado da Nigéria | Câmara dos Representantes | Câmara dos Representantes | Câmara dos Representantes | Câmara dos Representantes |
| Eleição | Votos válidos         | %                     | Assentos          | +/-               | Votos válidos             | %                         | Assentos                  | +/-                       |
| ------- | --------------------- | --------------------- | ----------------- | ----------------- | ------------------------- | ------------------------- | ------------------------- | ------------------------- |
| 1992    | 7 494 228             | 47.42%                | 52 / 91           | Novo              | 8 358 791                 | 49.43%                    | 314 / 593                 | Novo                      |
| 2015    | Dados não encontrados | Dados não encontrados | 1 / 109           | Novo              | Dados não encontrados     | Dados não encontrados     | 4 / 360                   | Novo                      |
| 2019    | 81 603                | 0.30%                 | 0 / 109           | 1                 | 60 292                    | 0.22%                     | 5 / 360                   | 1                         |